# 竹琴
竹琴（ちっきん）は、1886年（明治19年）8月、静岡県沼津の田村竹琴（与三郎）によって発明された三弦琴である。田村は東京神田鎌倉町で教授した。

## 概要
胴は八雲琴の長さの太いタケをたて半分に割り、U字舟形に開く上部にキリの板をふさぐように張り、その上に三弦を張る。駒や転軫は八雲琴に似る。これを台の上に置き、三弦は三味線と同じように調律し、演奏法は八雲琴に似て左手中指に翠管をはめて弦を押さえ、右手人差し指に斜めに切った鳳爪という管をはめて弦を弾く。
田村は清楽（しんがく）を修め、日本在来の俗楽は淫靡であるとして、その弊を改めようと竹琴を発明した。多くの新曲を作し、明治19年8月に伊豆三島神社で演奏した。さらに東京に出て発明特許を得て、1888年（明治21年）12月には皇太后の、1889年（明治22年）4月には皇后の御前演奏の栄誉を得て、一時流行したという。日清戦争後、急に衰微した。